# Zawieszenie broni
Zawieszenie broni – uzgodnione przez strony konfliktu zbrojnego wstrzymanie działań wojennych. Może być zawarte na pewien okres lub bezterminowo, na całym froncie lub na jego odcinkach.